# ISCM Switzerland
Die ISCM Switzerland ist eine nationale Sektion der Internationalen Gesellschaft für Neue Musik (ISCM). Ihr Ziel ist die Förderung zeitgenössischer Musik. Die ISCM Switzerland ist Mitglied des weltweiten Dachverbandes International Society for Contemporary Music (ISCM/IGNM), der ältesten internationalen Dachorganisation zur Förderung der Neuen Musik.

## Geschichte
Die ISCM Switzerland wurde im Oktober 1922 auf Initiative des Winterthurer Mäzens Werner Reinhart als eine der weltweit ersten ISCM-Landessektionen gegründet und in den Schweizerischen Tonkünstlerverein STV/ASM integriert. Reinhart war als 1. ISCM-Generalsekretär bereits massgeblich an der Gründung des Dachverbandes im Juni 1922 beteiligt. Gründungspräsident der ISCM Switzerland war der damalige STV-Präsident, Komponist und Dirigent Volkmar Andreae aus Zürich.
Das Sektionsmandat wird 1922–95 vom Schweizerischen Tonkünstlerverein STV/ASM, 1995–2025 von der Schweizerischen Gesellschaft für Neue Musik SGNM/SSMC und ab 2025 von der Schweizer Musikedition SME/EMS geführt.
Von 1975 bis 1981 stellte die ISCM Switzerland mit Jacques Guyonnet den ersten und bisher einzigen Schweizer ISCM-Präsidenten.
Aus dem Umfeld der ISCM Switzerland wurden bisher drei Schweizer zu ISCM-Ehrenmitgliedern gewählt: der Dirigent Paul Sacher (1971), der Komponist Klaus Huber (1994) und der Musikwissenschaftler Anton Haefeli (2020).

## Präsidenten(Antrittsjahr in Klammern)
- Volkmar Andreae (1922, STV, bis 1928 in Personalunion mit dem STV-Präsidium)
- Hans Ehinger (1934, STV, ad interim)
- Paul Sacher (1935, STV, ab 1946 in Personalunion mit dem STV-Präsidium)
- Samuel Baud-Bovy (1955, STV, in Personalunion mit dem STV-Präsidium)
- Paul Müller (1960, STV, in Personalunion mit dem STV-Präsidium)
- Constantin Regamey (1963, STV, in Personalunion mit dem STV-Präsidium)
- Hermann Haller (1968, STV, in Personalunion mit dem STV-Präsidium)
- Julien-François Zbinden (1973, STV, in Personalunion mit dem STV-Präsidium)
- Francis Travis (1974, STV)
- Fritz Muggler (1978, STV)
- Jean-Luc Darbellay (1995, SGNM)
- Max E. Keller (2007, SGNM)
- Nicolas Farine (2010, SGNM)
- Javier Hagen (2014, SGNM).[10]
- Christian Spitzenstaetter (2025, SME).[11]

Die ISCM Switzerland war unter anderem dafür besorgt, dass die ISCM World New Music Days (Weltmusiktage) sechsmal in der Schweiz stattfanden: 1926, 1929, 1957, 1970, 1991 und die ISCM World Music Days 2004, letztere unter der Leitung von Mathias Steinauer. In die Annalen der Weltmusiktage in der Schweiz fallen mehrere musikgeschichtlich bedeutende Uraufführungen, darunter 1926 die viel beachtete Uraufführung von Anton Weberns 5 Orchesterstücken op. 10 unter der Leitung des Komponisten, und 1957 in Zürich die szenische Uraufführung von Arnold Schönbergs Opernfragment Moses und Aron. 1957 wurde – ebenfalls in Zürich – erstmals in der Geschichte der ISCM-Weltmusiktage elektronische Musik gespielt.

## ISCM Weltmusiktage in der Schweiz
- 4. ISCM World New Music Days, 18.–23. Juni 1926, Jury: Arthur Bliss, Arthur Honegger, Hermann Scherchen, Walther Straram, Karol Szymanowski; in Zürich
- 7. ISCM World New Music Days, 6.–10. April 1929, Jury: Ernest Ansermet, Willem Piper, Maurice Ravel, Božidar Širola, Heinz Tiessen; in Genf
- 31. ISCM World New Music Days, 31. Mai – 6. Juni 1957, Jury: Boris Blacher, Karl-Birger Blomdahl, Rolf Liebermann, Roger Sessions, Roman Vlad; in Zürich
- 44. ISCM World New Music Days, 19.–26. Juni 1970, Jury: Carel Brons, Cristóbal Halffter, Rudolf Maros, Paul Sacher, Aulis Sallinen; in Basel
- 65. ISCM World New Music Days, 13.–23. September 1991, Jury: Jürg Wyttenbach, Frances-Marie Uitti, Sukhi Kang, Frank Schneider, Jōji Yuasa; in Zürich
- 78. ISCM World New Music Days, 3.–12. November 2004, Jury: Chaya Czernowin, Jonathan Harvey, Toshio Hosokawa, Isabel Mundry, Graciela Paraskevaídis; in Luzern, Lugano, Winterthur, Basel, La Chaux-de-Fonds, Biel, Lausanne, Genève, Aarau, Bern, Zürich

Quelle:

## Bedeutende Aufführungen und Uraufführungen an den ISCM Weltmusiktagen in der Schweiz
- 1926, Zürich, Paul Hindemith, Konzert für Orchester, op. 38
- 1926, Zürich, Anton Webern, 5 Stücke für Orchester, op. 10 (Uraufführung)
- 1926, Zürich, Kurt Weill, Violinkonzert, op. 12
- 1929, Genf, Leoš Janáček, Missa Glagolskaya
- 1957, Zürich, Karl Amadeus Hartmann, Symphonie Nr. 6
- 1957, Zürich, Arnold Schönberg, Moses und Aron (szenische Uraufführung)
- 1991, Zürich, Rolf Liebermann, 3 x 1 = CH + X
- 1991, Zürich, Klaus Huber, Erniedrigt – geknechtet – verlassen – verachtet...
- 1991, Zürich, Heinz Holliger, Scardanelli-Zyklus
- 1991, Zürich, Karlheinz Stockhausen, In Freundschaft
- 1991, Zürich, Karlheinz Stockhausen, Mikrophonie I
- 1991, Zürich, Wolfgang Rihm, Hölderlin-Fragmente
- 1991, Zürich, Friedrich Cerha, 2nd String Quartet
- 1991, Zürich, Liza Lim, Voodoo Child
- 1991, Zürich, Mauricio Kagel, Sonant
- 2004, Schweiz, Carola Bauckholt, Hubschrauber
- 2004, Schweiz, Oscar Bianchi, De rerum natura
- 2004, Schweiz, Elliott Carter, Dialogues pour piano et orchestre
- 2004, Schweiz, Unsuk Chin, Violin Concerto
- 2004, Schweiz, Brian Ferneyhough, Opus Contra Naturam
- 2004, Schweiz, Lars Petter Hagen, Voices to voices, lip to lip
- 2004, Schweiz, Michael Jarrell, Abschied
- 2004, Schweiz, Heinz Holliger, Turm Musik
- 2004, Schweiz, Johannes Schöllhorn, Rote Asche (Uraufführung)

Quelle: